# Vermisstenfall Madeleine McCann
Madeleine Beth McCann, oft Maddie genannt (* 12. Mai 2003 in Leicester, Vereinigtes Königreich), verschwand am Abend des 3. Mai 2007 aus einer Ferienwohnung in Praia da Luz, Portugal. Das Mädchen wurde mutmaßlich entführt und wird seitdem vermisst. Der Fall Madeleine oder Fall Maddie wurde durch die weitreichenden Suchaktivitäten ihrer Eltern und das anhaltende internationale Medienecho weltweit bekannt. Erstmals wurde mit allen möglichen Mitteln der Kommunikation, der Public Relation und des Internet nach einer vermissten Person gesucht.
Im Juli 2008 stellte Portugals Polizei ihre Ermittlungen zunächst ein. Im Mai 2011 eröffnete der britische Metropolitan Police Service eigene Ermittlungen und fand neue Spuren. Im Oktober 2013 nahm Portugals Polizei die Ermittlungen wieder auf. Seit 2020 verdächtigt die Staatsanwaltschaft Braunschweig den Deutschen Christian B. als mutmaßlichen Entführer und Mörder Madeleines.

## Umstände des Verschwindens
Das Ärztepaar Kate und Gerald McCann aus Rothley (Leicestershire) war im April und Mai 2007 mit seiner knapp vierjährigen Tochter Madeleine und den zweijährigen Zwillingen im Urlaub an der portugiesischen Algarve. Sie wohnten zusammen mit drei befreundeten Paaren, deren Kleinkindern und einer begleitenden Großmutter in der Ferienanlage Ocean Club in Praia da Luz. Am Abend des 3. Mai 2007 aßen alle neun Briten in einem Restaurant der Ferienanlage; die Kinder schliefen in den Ferienwohnungen.
Die McCann-Kinder schliefen im etwa 180 Meter vom Restaurant entfernten Appartement 5A im Erdgeschoss eines Eckgebäudes. Direkt daneben befand sich ein Parkplatz für die Mietwagen, der mit einer knapp 150 cm hohen Mauer an eine öffentliche Straße grenzte. Vom Parkplatz aus konnte man unbeobachtet durch ein kleines Tor zum Haupteingang des Appartements gelangen. Die Haustür soll unverschlossen, eine gläserne Schiebetür zur Terrasse einen Spalt offen gewesen sein. Nach Aussagen der Paare sah je ein Elternteil abwechselnd jede halbe Stunde nach den Kindern. Das vierte Paar verwendete ein Babyphone. Gerald McCann bezeugte, er habe bei seinem letzten Kontrollgang um 21:05 Uhr alle drei Kinder schlafend vorgefunden. Sein Freund Matthew Oldfield bezeugte, ihm sei bei seinem Rundgang um 21:30 Uhr nichts aufgefallen. Er habe jedoch nur an der Tür gelauscht, ob alle Kinder ruhig waren, nicht in ihr Zimmer geschaut. Kate McCann ging um 22:00 Uhr als Nächste zum Appartement und schrie nach übereinstimmenden Zeugenaussagen kurz danach laut: „They have got her, they have got her“ („Sie haben sie, sie haben sie“). Nach ihrer Aussage stand die Tür des Kinderschlafzimmers weit offen, ebenso ein zuvor geschlossenes Fenster, und die Jalousien seien nun hochgezogen gewesen. Ein Stofftier Madeleines habe nun in einem Regal statt in ihrem Bett gelegen.

## Erste Ermittlungen

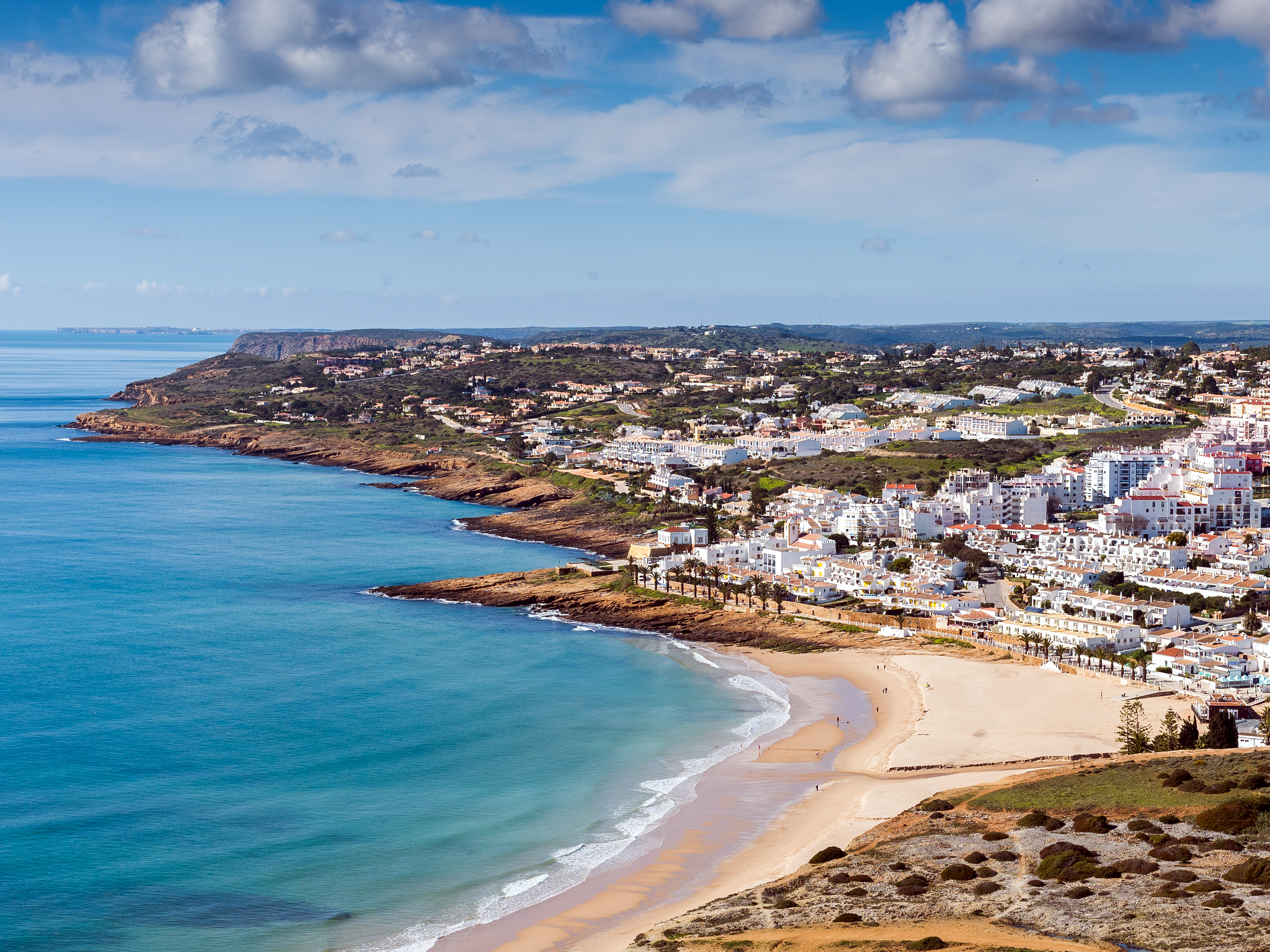
Praia da Luz (2015)

Der für die Kinderbetreuung im Club zuständige Hotelmanager erfuhr um 22:28 Uhr jenes Abends telefonisch von dem vermissten Kind. Nach seinen Angaben suchten schon um 22:33 Uhr mehr als hundert Gäste in der Umgebung nach Madeleine. Die Freunde der McCanns nahmen an, sie sei aufgewacht und habe die Wohnung durch die Terrassentür verlassen, um ihre Eltern zu suchen, und sich dabei verlaufen. Sie wollten zuerst versuchen, sie selbst zu finden. Um 22:40 Uhr alarmierte die Clubrezeption die Schutzpolizei Guardia Nacional Republicana, die um 22:50 Uhr eintraf. Kurz nach Mitternacht trafen auch Kriminalbeamte der Policia Judiciaria im Club ein. Von da an leitete Kommissar Gonçalo Amaral die Ermittlungen.
Nach späteren Berichten versäumte die Polizei eine professionelle Spurensicherung im Appartement der McCanns und dessen Umgebung. Weil man glaubte, Madeleine sei nur weggelaufen, begann die Suchaktion erst nach Stunden. Bis dahin wurde das Appartement nicht abgeriegelt und wichtige Spuren wurden verwischt. Ein Spürhund verfolgte Madeleines Geruchsspur bis zu einem 500 m entfernten Supermarkt. Doch die Spur wurde als veraltet eingestuft, die Wohnungen um den Markt herum wurden nicht sofort durchsucht. Eine Überwachungskamera eines benachbarten Hotels, die den Straßenabschnitt beim Appartement der McCanns abdeckte, war abgestellt.
In den nächsten Stunden und Tagen durchsuchten hunderte Polizeibeamte, Feuerwehrleute und freiwillige Helfer die Ferienanlage und deren nähere Umgebung. Die Polizei vermutete nun eine Kindesentführung und alarmierte die Behörden an Flughäfen und Grenzübergängen. Sie ging davon aus, dass Madeleine lebte und im Umkreis von drei bis fünf Kilometern um die Ferienanlage festgehalten wurde.
Bis zum 10. Mai 2007 durchsuchte die Polizei 500 Wohnungen in Praia da Luz. Sie nahm zeitweise drei Briten unter dem Verdacht fest, sie hätten das Mädchen für einen internationalen Pädophilenring oder für einen Ring, der Kinder zur Adoption ins Ausland verkauft, entführt. Britische Zeitungsberichte warfen Portugals Polizei vor, sie habe die Grenzpolizei zu spät alarmiert und mutmaßlichen Entführern so die Flucht ins Ausland ermöglicht. Die Durchsuchung der näheren Umgebung blieb ergebnislos und wurde am 11. Mai 2007 eingestellt.

## Zeugenaussagen
Am 8. Mai 2007 bezeugte eine Nachbarin der Ferienanlage, am Tatabend gegen 22:00 Uhr habe ein „kleines, wahrscheinlich graues“ Auto direkt unter dem Fenster des Appartements 5A gestanden. Ein Kellner des Ocean Clubs widersprach der Angabe der neun Briten, sie hätten alle 30 Minuten nach den Kindern geschaut.
Anfangs galt der Brite Robert Murat, der nahe der Ferienanlage wohnte, als Hauptverdächtiger. Er war durch aufdringliche Hilfsangebote bei der Suche und Ausfragen der McCanns aufgefallen. Er gab an, er sei am 3. Mai 2007 den ganzen Abend im Haus seiner 71-jährigen Mutter gewesen. Diese bestätigte sein Alibi. Zwei britische Urlauberinnen bezeugten jedoch, er habe sich nach 22:30 Uhr beim Appartement der McCanns aufgehalten, der Polizei als Dolmetscher bei der Suche geholfen, danach in seiner eigenen Wohnung seine Kleidung gewechselt und erklärt, er habe diese den ganzen Tag lang getragen. Sein Anwesen wurde mehrmals ergebnislos durchsucht. Bis 2018 erhielt Murat eine hohe Entschädigung für Medienberichte, die ihn zu Unrecht als Pädophilen dargestellt hatten.
Der Russe Sergey Malinka hatte am Abend des 3. Mai 2007 als Aushilfskellner im Restaurant des Ocean Club gearbeitet. Wegen eines langen Telefonats mit einem portugiesischen Geschäftsmann wurde er kurzzeitig als möglicher Entführer verdächtigt, bald darauf aber entlastet. Er bezeugte 2017, Portugals Polizei habe ihn zu einem Schuldbekenntnis und Falschaussagen zu nötigen versucht, und Unbekannte hätten ihn zu ermorden gedroht.
Jane Tanner, eine Freundin der McCanns, sagte aus, sie habe kurz nach ihrem Kontrollgang am 3. Mai gegen 21:15 Uhr einen Mann gesehen, der vom Appartement der McCanns hergekommen sei und ein Bündel getragen habe, eventuell ein Kind mit einem hellen oder rosafarbenen Schlafanzug. Erst am 24. Mai 2007, auf Druck des neugewählten britischen Premierministers Gordon Brown, gab Portugals Polizei ihre Beschreibung des Mannes bekannt.
Der britische Urlauber Julian Totman teilte der lokalen Polizei am 3. Mai 2007 mit, er habe abends seine zweijährige Tochter aus der Kinderkrippe der Ferienanlage geholt, um sie nach Hause zu bringen. Nach ersten Berichten über Jane Tanners Aussage sagte Totman der Polizei, sie habe wahrscheinlich ihn gesehen, als er am Appartement der McCanns vorbeiging. Die Polizei und die Detektive der McCanns meldeten sich jedoch nie bei ihm zurück, sondern suchten weiter nach dem „Tannerman“, den sie für Madeleines Entführer hielten. Im Oktober 2007 veröffentlichten die McCanns eine Zeichnung von ihm nach Jane Tanners Beschreibung.
Das Ehepaar Smith aus Irland, ihr Sohn, dessen Frau sowie ihre fünf Enkel waren am 3. Mai gegen 22:00 Uhr zu Fuß vom Strand unterwegs in ihr Feriendomizil. Nach Aussage von Martin Smith von Ende Mai 2007, die seine Angehörigen bestätigten, begegneten sie etwa 500 m vor der Ferienanlage einem etwa 35 bis 40 Jahre alten Mann. Er habe ein etwa drei- bis vierjähriges, blondes, barfüßiges, schlafendes, mit einem weißen oder rosaroten zweiteiligen Schlafanzug bekleidetes Mädchen in seinen Armen in Richtung Strand getragen. Smith habe ihn freundlich gefragt, ob seine kleine Tochter eingeschlafen sei und jetzt ins Bett gebracht werde, doch der Mann sei schweigend weitergegangen. Portugals Polizei hatte die Aussage als von in Medien publizierten Fotografien Madeleines beeinflusst und als zeitlich und örtlich unpassend bewertet, weil sie Jane Tanners Zeugenaussage Vorrang gab und den Zeitpunkt der vermuteten Entführung danach bestimmte.
Im September 2007 sah Martin Smith einen TV-Bericht der BBC über die Rückkehr der McCanns nach Großbritannien. Die Art, wie Gerry McCann die Flugzeugtreppe hinabging und dabei seinen zweijährigen Sohn in den Armen trug, erinnerte Smith stark an den Mann, dem er am 3. Mai 2007 begegnet war. Er meldete Irlands Polizei, er sei sich zu 60 bis 80 Prozent sicher, dass Madeleines Vater mit jenem Mann identisch sei. Smiths Frau bestätigte diesen Eindruck. Im August 2008 besuchten Privatdetektive der McCanns das Ehepaar und erstellten nach ihren Angaben zwei Phantombilder jenes von ihnen gesichteten Mannes. Die McCanns gaben die Bilder der Polizei, entschieden sich aber, sie nicht zu veröffentlichen.

## Internationale Suchkampagne

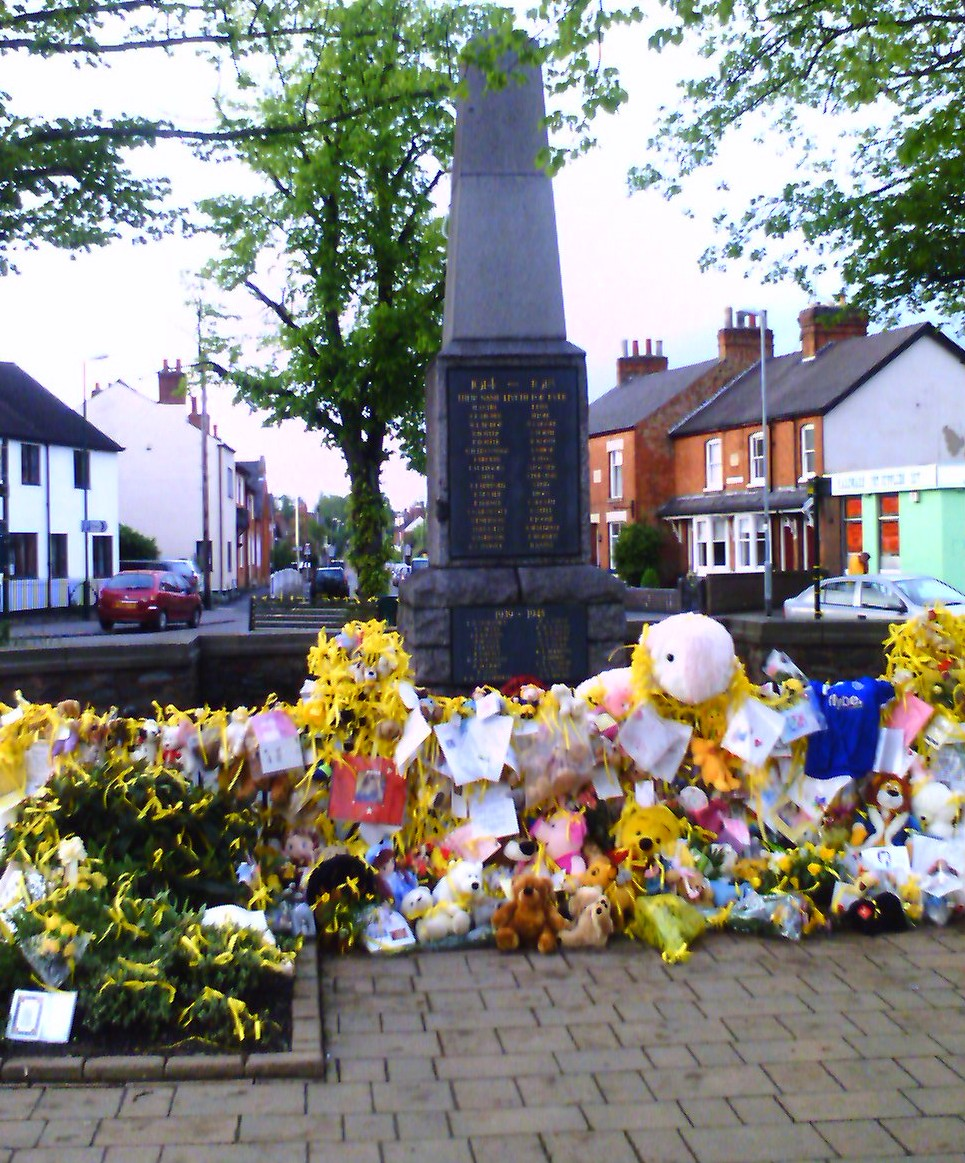
Anteilnahme in Rothley (2007)

Am 4. Mai 2007 baten Kate und Gerald McCann im britischen Fernsehen die mutmaßlichen Entführer, ihre Tochter freizulassen, und die Bevölkerung, die Suche nach ihr zu unterstützen. Das Gesuch fand international großes Gehör. Britische Zeitungen veröffentlichten eine Fotografie von Madeleine auf ihren Titelseiten. Prominente wie Cristiano Ronaldo und David Beckham unterstützten den Appell. Diese Medienkampagne hatte John McCann, ein Onkel Madeleines, organisiert. Kurz darauf stellte Großbritanniens Regierung den McCanns den Beamten Clarence Mitchell als Medienberater und Kampagnenmanager zur Verfügung. Gerald McCann sammelte mit der Website Find Madeleine Hinweise und informierte die Öffentlichkeit über den Fortgang der Ermittlungen.
Am 11. Mai 2007 setzte ein schottischer Geschäftsmann rund 1,5 Millionen Euro für Hinweise aus, die zur Auffindung Madeleines führen würden. Er ging wie die internationale Presse von einer Entführung aus. Prominente wie Wayne Rooney, David Beckham und Joanne K. Rowling erhöhten die Belohnung auf mehrere Millionen Euro. Viele Großunternehmen hängten Madeleines Fotografie in ihren Verkaufsstellen aus; Sportler wiesen mit gelben Binden auf den Fall hin. Wegen dessen starker Medienpräsenz erhielten die Behörden tausende Hinweise, die aber zu keinen Ermittlungserfolgen führten. Trittbrettfahrer sammelten angeblich für die Suche bestimmte Spenden oder versuchten, den Eltern angebliche Hinweise auf Madeleines Verbleib für hohe Geldsummen zu verkaufen.
Ab 30. Mai 2007 reiste das Ehepaar McCann durch Italien, Deutschland, die Niederlande, Spanien und Marokko, um die dortige Bevölkerung an der Suche nach ihrer Tochter zu beteiligen. Zu Beginn segnete der damalige Papst Benedikt XVI. in Rom eine Fotografie Madeleines und ihre Eltern. Sie erbaten bei der Reise die Freigabe von Urlaubsfotos in und bei der Ferienanlage Praia da Luz, um darauf mögliche Verdächtige identifizieren zu können.
Ab Juni 2007 stieß die Suchkampagne auf Kritik: Das Ausmaß dieser Bemühung sei ungewöhnlich und für Eltern entführter Kinder untypisch. Auch mit Satiren wurde auf die fortdauernde Medienpräsenz des Falls reagiert.
Bis Ende 2007 meldeten sich mindestens vier Zeugen, die Madeleine in Portugal, Malta, Marokko oder Belgien gesehen zu haben glaubten. Polizeiliche Nachforschungen dazu ergaben nichts. Auch 2008 ging Portugals Polizei vielen vagen Spuren und dutzenden Fehlmeldungen zu einem Kind nach, das die Melder für die gesuchte Madeleine hielten. Im Juli 2008 stellte sie die Suche ein. Danach beauftragte Gerald McCann Privatdetektive, darunter eine Agentur namens „Melodo 3“ aus Barcelona, mit der Suche nach seiner Tochter. Sie verfolgten sechs Monate lang für ein monatliches Honorar von 50.000 Pfund Sterling weltweit jede Spur, jedoch ergebnislos.
Für die Privatsuche stellte der Suchfonds der McCanns ein Team pensionierter britischer Elitefahnder zusammen, darunter der frühere Chef staatlicher Undercover-Operationen Henri Exton. Der angebliche britische Geheimdienstmitarbeiter Kevin Halligen behauptete, er könne Satellitenbilder aus Portugal von jener Nacht besorgen, als Madeleine verschwand. Daraufhin schloss der McCann-Fonds mit Halligens Firma Oakley International einen Jahresvertrag über mehr als 500.000 Pfund. Im Oktober 2008 stellte sich Halligen als Hochstapler und Betrüger heraus, der mit 300.000 Pfund Spenden des Suchfonds und Geldern anderer Auftraggeber ins Ausland geflohen war und vom FBI gesucht wurde. Halligen starb 2018.
Im Mai 2009 traten die McCanns in der Fernsehshow von Oprah Winfrey auf und appellierten an mutmaßliche Entführer, Madeleine freizulassen. Sie bezweifelten nicht, dass sie noch lebe. Britische Medien veröffentlichten von Forensikexperten erstellte Bilder mit dem vermuteten aktuellen Aussehen Madeleines. 2010 veröffentlichten die McCanns ein YouTube-Video im Internet, das Madeleine in einer mit Expertenhilfe hergestellten Computersimulation mit Gesichtszügen einer Siebenjährigen zeigt. Ihr Kolobom wäre unverändert geblieben, falls sie noch lebte, und hätte sie von gleichaltrigen Mädchen unterschieden. Der Videotext wurde in sieben Sprachen verbreitet, darunter Deutsch. Im April 2012 veröffentlichte die britische Polizei erneut solche aktualisierten Bilder von Madeleine und erklärte, es gebe neue Hinweise darauf, dass sie noch lebe. Auch Interpol gab ein dem damaligen Alter des Mädchens angepasstes Suchbild heraus.
Zum achten Jahrestag von Madeleines Verschwinden 2015 erklärten die McCanns, sie glaubten weiterhin, dass ihre Tochter am Leben sei; sie würden die Suche nach ihr intensiv fortsetzen. Im Juni 2015 führte Kate McCann eine 800 Kilometer lange Fahrradtour von Edinburgh nach London an, um Spenden für die britische Vermisstenorganisation Missing People zu sammeln. Den zehnten Jahrestag 2017 nannten die McCanns einen „schrecklichen Meilenstein verlorener Zeit“ und erklärten, sie würden niemals aufhören, nach Madeleine zu suchen.
Bis März 2018 sollten die staatlichen Mittel für die britische Operation Grange auslaufen. In dem Fall wollten die McCanns erneut Privatdetektive damit beauftragen, die Suche fortzusetzen. Bis Februar 2018 belief sich ihr Spendenfonds dazu auf rund 728.500 Pfund. Zudem bot eine Gruppe britischer Unternehmer 600.000 Pfund Belohnung für jede Information an, die zur Lösung des Falls führen würde.

## Verdacht gegen die Eltern
Anfang August 2007 schlugen auf Leichengeruch trainierte Spürhunde im Zimmer von Madeleine McCann mehrmals an. Portugiesische Ermittler gaben an, sie hätten dort Reste von Blutspuren gefunden. Sie vermuteten, Madeleine sei am 3. Mai dort gestorben und ihre Leiche sei einige Stunden später aus der Wohnung entfernt worden. Später gab die Polizei an, sie habe in einem Leihwagen, den Kate McCann am 28. Mai 2007 gemietet hatte, weitere Blutspuren gefunden. Daraufhin wurden die Eltern am 7. und 8. September 2007 nochmals vernommen und danach zu Verdächtigen erklärt, die nach portugiesischem Recht intensiver als zuvor befragt werden dürfen. Nach einem später veröffentlichten Transkript ihres Verhörs soll Kate McCann keine der 48 an sie gerichteten Fragen beantwortet haben.
Am 10. September 2007 kehrten die McCanns nach Großbritannien zurück. Nach ihren Angaben hatten die portugiesischen Ermittler versucht, Kate McCann zu der Aussage zu drängen, sie habe ihre Tochter versehentlich getötet und die Leiche später in ihrem Leihwagen beseitigt.
Am 2. Oktober 2007 behauptete der portugiesische Chefermittler Gonçalo Amaral in einem Interview, britische Ermittler hätten die McCanns von jedem Tötungsverdacht ausgenommen und verfolgten nur Spuren, die sie ihnen vorgelegt hätten. Er halte eine anonyme Zeugenaussage, die einen Mitarbeiter des Feriendomizils der McCanns als möglichen Entführer belastete, für unglaubwürdig. Am Folgetag entließ Portugals Oberstaatsanwalt Amaral aus dessen Amt und betonte, Portugals Polizei ermittle mit den Briten gemeinsam in alle Richtungen.
Amarals Nachfolger Alípio Ribeiro gab sein Amt im Mai 2008 ab. Am 21. Juli 2008 stellte die portugiesische Staatsanwaltschaft die Ermittlungen ein und stufte die McCanns nicht mehr als Verdächtige ein.
Am 24. Juli 2008 veröffentlichte Amaral sein Buch A Verdade da Mentira. Darin vermutete er, Madeleine sei durch einen „tragischen Unfall“ gestorben. Ihre Eltern hätten „eine Entführung vorgetäuscht“ und später die Leiche verschwinden lassen. Das Ehepaar McCann verklagte ihn daraufhin wegen Verleumdung und stoppte den Verkauf seines Buchs in Portugal vorläufig mit einer einstweiligen Verfügung. Im März 2008 entschuldigten sich mehrere britische Boulevardzeitungen bei der Familie McCann für Berichte, die ihnen eine Mitschuld am Verschwinden und Tod Madeleines gegeben hatten. Die Eltern erhielten hohe Entschädigungssummen, die sie vollständig für die weitere Suche nach Madeleine einsetzen wollten. Am 4. August 2008 veröffentlichte Portugals Polizei einige Ermittlungsakten zu dem Fall. Danach konnten britische Forensiker die Blutspuren im Leihwagen der Mutter nicht eindeutig Madeleine zuordnen und darum nicht als Beweis für eine Mitschuld der Eltern werten.
2011 stellte die US-amerikanische Fallanalytikerin Pat Brown einen Unfalltod des Mädchens und dessen nachfolgende Vertuschung durch die Eltern als wahrscheinlich dar. Die McCanns ließen den Vertrieb ihres Buchs dazu über Amazon unterbinden. Einige Verlage hielten den Vertrieb aufrecht. Im April 2017 bekräftigte Pat Brown ihren Verdacht für eine Fernsehdokumentation über den Fall. Darin behauptete Amaral, britische Agenten und der frühere britische Premierminister Gordon Brown seien an der angeblichen Vertuschung beteiligt gewesen. Danach verklagte Pat Brown den Fernsehsender: Er habe ihre bloße Vermutung als Tatsachenbehauptung dargestellt, um ihre Reputation zu zerstören. Die McCanns appellierten an die Produzenten, alle für sie verfügbaren glaubwürdigen Hinweise sofort der Polizei zu übergeben.
Nach gegensätzlichen Gerichtsurteilen zum Vertrieb des Buchs von Expolizeichef Amaral in Portugal wies Portugals Oberstes Gericht einen Schadensersatzanspruch der McCanns im Februar 2017 endgültig zurück. Im September 2022 wies der Europäische Gerichtshof für Menschenrechte (EGMR) ihre Berufung zurück.
Im Oktober 2023 reiste eine Delegation der Polizei Portugals nach Großbritannien und entschuldigte sich bei den McCanns für ihre früheren Ermittlungsfehler und ihre Behandlung der Eltern als Verdächtige. Sie räumten ein, dass Fällen vermisster Kinder von Ausländern in Portugal zu wenig Beachtung geschenkt worden sei. Sie informierten die McCanns über den Stand der fortlaufenden Ermittlungen.

## Neue Ermittlungen (ab 2011)
2009 beauftragte Großbritanniens damaliger Innenminister Alan Johnson den früheren Leiter des Child Exploitation and Online Protection Centre (CEOP) Jim Gamble damit, die bisherigen Ermittlungen zum Fall Madeleine McCann kritisch zu prüfen. Laut Gambles Bericht hatten verschiedene, miteinander konkurrierende britische Behörden (Scotland Yard, die National Police Improvement Agency und CEOP) den Fall an sich zu ziehen versucht, Portugals Ermittlern Ratschläge erteilt und so die Beziehungen zu Portugals Polizei beschädigt. Diese sei anfangs chaotisch und unstrukturiert vorgegangen und habe kritische Hinweise und Spuren nicht angemessen analysiert und verfolgt. Die lokale Polizei von Leicestershire (dem Wohnort der Familie McCann) sei nicht für die Leitung der britischen Ermittlungen ausgerüstet gewesen. Diese Fehler hätten die internationale Organisation der Fahndung stark beeinträchtigt. Gambles Bericht blieb unveröffentlicht, führte aber dazu, dass Großbritanniens Regierung eine neue Ermittlung durch den dazu ausgerüsteten Metropolitan Police Service beschloss.
Im Mai 2011 appellierte Gerry McCann mit einem offenen Brief an den damaligen Premierminister David Cameron, die Suche zu Madeleine fortzusetzen. Dieser ordnete daraufhin eine neue, weitreichende Fahndung an. Nachdem das Innenministerium die Finanzierung bewilligt hatte, begann der Metropolitan Police Service am 12. Mai 2011 die Fahndung unter dem Namen Operation Grange. In der ersten Phase sollte das Specialist Crime Command sämtliche Hinweise zu den Umständen des Verschwindens von Madeleine überprüfen.
In den Akten fanden sie einen Hinweis auf einen weißen Kastenwagen mit spanischem Kennzeichen, den Zeugen am 3. Mai 2007 in Praia da Luz gesehen und als verdächtig gemeldet hatten. Der 67-jährige Urs Hans von Aesch aus St. Gallen hatte im Frühjahr 2007 in Benimantell in Südspanien gelebt und war dort mit so einem Wagen unterwegs gewesen. Nach seiner Rückkehr in die Schweiz hatte er am 31. Juli 2007 die fünfjährige Ylenia Lenhard aus dem Kanton Appenzell entführt, ermordet, in einem Wald vergraben und sich dann erschossen. Im September 2012 reisten Londoner Fahnder in die Schweiz, um einen möglichen Zusammenhang zum Fall Madeleine McCann zu ermitteln, fanden jedoch keine Beweise dafür.
Bis Juli 2013 prüfte das Expertenteam etwa 30.500 Ermittlungsakten und identifizierte anhand von 3.800 Spurenhinweisen 38 mögliche Verdächtige in fünf Staaten. Nach anderen Berichten ermittelten die britischen Experten 41 „Personen von Interesse“, darunter 15 Briten, und baten Polizeikräfte im Ausland, überwiegend in Europa, in 31 Fällen um Mithilfe. Zudem wollten sie die Telefondaten sämtlicher Personen auswerten, die sich im Mai 2007 in Praia da Luz aufgehalten hatten.
Im Oktober 2013 entdeckte Chefermittler Andy Redwood von Scotland Yard, dass der Brite Julian Totman auf einer Fotografie fast identische Kleidung, Haltung und Haartracht wie der gezeichnete „Tannerman“ trug, überprüfte dies und stellte fest, dass es zutraf. Somit hatte Jane Tanner mit großer Sicherheit damals nur einen unverdächtigen Touristen gesehen, der sein eigenes Kind trug. Damit erhielt die Zeugenaussage des Ehepaars Smith erheblich mehr Gewicht. Der Zeitrahmen einer möglichen Entführung Madeleines wurde korrigiert. Die Hypothese einer vorab geplanten Entführung wurde zunächst fallengelassen.
Am 13. Oktober 2013 gab Andy Redwood bekannt, man habe zwei verdächtige Männer ermittelt, die sich damals in der Ferienanlage Praia da Luz aufgehalten hätten. Die neuen Spuren wurden am 14. Oktober 2013 zuerst in der BBC-Sendung Crimewatch vorgestellt. Zudem zeigte Scotland Yard dort erstmals die beiden Phantombilder von 2008 des Mannes, den das Ehepaar Smith gesehen hatte. Für Informationen, die zu seiner Identifizierung, Verhaftung und Bestrafung führen würden, bot die Londoner Polizei eine Belohnung von bis zu 20.000 Pfund an.
Am 15. Oktober 2013 wurden die neuen Spuren auch in der niederländischen Fernsehsendung Opsporing Verzocht, am 16. Oktober in der ZDF-Sendung Aktenzeichen XY … ungelöst präsentiert. Dort traten die McCanns persönlich auf. Gezeigt wurden Phantombilder von zwei blonden Männern, die das Appartement der McCanns laut Zeugenaussagen am 2. Mai 2007 beobachtet und dabei Niederländisch oder Deutsch miteinander gesprochen haben sollen. Zudem hatte eine Gruppe falscher Spendensammler damals an die Türen der Ferienwohnungen geklopft. Dies sprach laut Chefermittler Andy Redwood für eine geplante Entführung. Doch er schloss auch eine spontane Entführung nach einem fehlgeschlagenen Einbruch nicht aus.
Bis zum 17. Oktober 2013 meldeten sich insgesamt 2.400 Hinweisgeber auf die Zeugenaufrufe in den drei Staaten. Danach nahm auch Portugals Polizei die Ermittlungen wieder auf und fand neue Verdächtige und Zeugen. Trotz vieler Hinweise ließ sich der Mann, dem das Ehepaar Smith begegnet war, jedoch nicht identifizieren.
Im März 2014 prüften die Londoner Experten die Daten von 580 Männern, die die Polizei wegen sexuellen Missbrauchs suchte. Sie fahndeten vor allem nach einem Mann, der von 2004 bis 2010 insgesamt zwölfmal in Ferienwohnungen an der Algarve eingebrochen und fünf Mädchen im Alter von sieben bis zehn Jahren sexuell belästigt haben soll. Er hatte nichts gestohlen, kein Kind zu entführen versucht und war jeweils morgens zwischen 2:00 und 5:00 Uhr gesehen worden. Drei der Taten erfolgten in Praia de Luz. Andy Redwood wollte ihn finden, um ihn gegebenenfalls aus dem Kreis der Verdächtigen ausschließen zu können.
Im Mai 2014 erlaubte Portugals Staatsanwaltschaft Bodenuntersuchungen und Ausgrabungen in drei Arealen von Praia da Luz. Vermutet wurde, dass man dort Madeleines Leiche finden wollte. Ab Juni 2014 untersuchten portugiesische und britische Ermittler eine Woche lang ein abgesperrtes Gelände in Praia da Luz mit Spürhunden und Radargeräten. Es handelte sich um eine Brachfläche an einer Schnellstraße etwa 15 Gehminuten von der Ferienanlage Ocean Club entfernt. Dabei wurde nichts gefunden, was den Fall aufklären konnte. Die McCanns erklärten danach, sie glaubten weiterhin, dass Madeleine noch lebe.
Am 26. April 2017 gab der Chefermittler bekannt, man gehe derzeit einer konkreten neuen Spur nach. Bis dahin hatte Operation Grange elf Millionen Pfund gekostet; daraufhin wurde das Expertenteam von 30 auf vier Beamte verringert. Das Innenministerium stellte 85.000 Pfund für weitere sechs Monate der Fahndung bereit.
Im Mai 2017 berichtete die BBC, das Ehepaar Smith habe seine Aussage, der zehn Jahre zuvor gesichtete Mann sei mit Gerry McCann identisch, zurückgezogen und glaube nun, sie hätten jemand anderen gesehen. Martin Smith widersprach und bekräftigte seine Aussage vom September 2007. Der frühere Chefermittler von Scotland Yard Colin Sutton hatte die Leitung von Operation Grange 2011 abgelehnt und erklärte nun, er sei damals vor Behinderungen der Suche gewarnt worden. Er wundere sich, dass die McCanns und ihre Freunde offenbar nicht mehr befragt würden und die Gerry McCann belastende Aussage der Smiths verworfen worden sei. Im März 2019 erklärte die Profilerin Pat Brown den Mann, den Martin Smith und dessen Angehörige am 3. Mai 2007 gesehen hatten, erneut zum Hauptverdächtigen.
Im Mai 2019 verdächtigten britische Fahnder zeitweise einen „ausländischen Pädophilen“ als Entführer Madeleines, nämlich laut britischen Medienberichten den deutschen Kindermörder Martin Ney. Dieser soll sich im Mai 2007 an der Algarve aufgehalten und vor allem Ferienanlagen im Visier gehabt haben. Er ähnelte einem der 2013 veröffentlichten Phantombilder. Portugals Polizei dementierte die Berichte: Ney werde nicht als Entführer Madeleines verdächtigt. Deutsche Ermittler verwiesen darauf, dass Ney nur Jungen als Opfer ausgewählt hatte.
Im Februar 2023 behauptete eine junge Polin auf Instagram, sie sei die gesuchte Madeleine McCann, und präsentierte dazu Fotografien von sich. Ihre Angehörigen widersprachen öffentlich. Ein von Polens Behörden zugelassener privater DNA-Test entkräftete die Behauptung.
Im Mai 2024 bewilligte das britische Innenministerium erneut bis zu 192.000 Pfund für die Operation Grange. Diese wurde noch von drei Polizeibeamten und einem Angestellten auf Teilzeitbasis geführt. Sie hatte bis Ende März 2024 insgesamt 13,2 Millionen Pfund (etwa 15,4 Millionen Euro) gekostet.

## Verdacht gegen Christian B. (ab 2013)

### Ermittlungen
Im Oktober 2013 erhielt das Bundeskriminalamt (BKA) den Hinweis, der Deutsche Christian B. habe 2007 einen Poolservice nahe der Ferienanlage in Praia da Luz betrieben. Er war der Polizei als mehrfach verurteilter Sexualstraftäter bekannt und hatte bis 2020 mindestens 17 Einträge im Bundeszentralregister. Anfang November 2013 lud Braunschweigs Polizei ihn mit dem Betreff „Vermisstensache Madeleine McCann (Tatort Portugal). Personenüberprüfung des Christian B.“ vor. So erfuhr er vom Verdacht gegen sich und konnte eventuelle Spuren beseitigen. Er soll der Vorladung gefolgt sein und Bekannten davon erzählt haben.
Im selben Jahr missbrauchte B. in einem Braunschweiger Park die fünfjährige Tochter seiner Exfreundin und fotografierte die Tat mit seiner Digitalkamera. 2014 fand seine neue Freundin auf seinem Mobiltelefon und Laptop Kinderpornografie, meist mit blonden Mädchen und teils mit ihm selbst. Als sie ihn damit konfrontierte, schlug er sie nach ihren Angaben bewusstlos. Sie meldete den Angriff der Polizei. Diese fand in B.s Wohnung hunderte kinderpornografische Fotografien und dutzende Videos, auch vom Missbrauch der Fünfjährigen. Bevor sie Opfer und Tatort identifiziert hatte, floh B. nach Portugal. Deutsche Behörden erwirkten einen Europäischen Haftbefehl gegen ihn.
Am 2. Mai 2015 verschwand die fünfjährige Inga G. in Wilhelmshof (Stendal), wo ihre Familie ein Diakoniewerk besucht hatte. Anfang 2016 fanden Ermittler im 90 km entfernten Neuwegersleben auf einem Fabrikgelände, das B. gehörte, Speichermedien mit Kinderpornografie, Bilder von B. und Kleidung für Mädchen in einem Wohnwagen. Er soll einen Mitarbeiter jenes Diakoniewerks gekannt und sich bis zum 6. Mai 2015 täglich auf dem Fabrikgelände aufgehalten haben. Wie später belegt wurde, war er am 1. Mai 2015 auf der Autobahn 2 etwa eine Stunde Fahrzeit von Wilhelmshof entfernt unterwegs gewesen. Beweise für seine Beteiligung an Inga G.s Verschwinden fand man nicht. Nach einem späteren Bericht der britischen Zeitung The Sun fanden die Ermittler auf B.s Grundstück drei nicht registrierte Waffen mit Munition, 75 Kinderbadeanzüge, Kinderspielzeug, Kinderfahrräder, einen Metallkoffer mit Fotos junger Mädchen, schriftlich festgehaltene Skypechats mit B.s Vergewaltigungsfantasien, Chemikalien, eine Maske, eine Festplatte mit 80 Gigabyte an Bildern und einen Laptop-Schlüssel. Aus den geheimgehaltenen Inhalten der Festplatte schlossen die Ermittler, dass Madeleine McCann tot sei.
Am 3. Juni 2020 gab Braunschweigs Staatsanwaltschaft den Verdacht des Mordes an Madeleine McCann gegen Christian B. bekannt: Das BKA ermittle dazu in ihrem Auftrag zusammen mit der britischen Metropolitan Police und der portugiesischen Polícia Judiciária. B. habe sich zwischen 1995 und 2007 regelmäßig an der Algarve aufgehalten, einige Jahre in einem Haus zwischen Lagos und Praia da Luz gelebt und dort Drogenhandel und Einbruchdiebstähle begangen, auch in Hotelanlagen und Ferienwohnungen. Das BKA gab B.s 2007 in Portugal genutzte Mobilfunknummer, Anlaufpunkte, Fahrzeuge und deren Kennzeichen bekannt. Am 3. Mai 2007 zur Tatzeit habe er mit einer unbekannten Person bei Praia da Luz telefoniert. Laut der BBC erfolgte das Telefonat am Tatabend von 19:32 bis 20:02 Uhr. Am 4. Mai habe er seinen Jaguar XJR6 auf einen neuen deutschen Halter umgemeldet. Zeitweise habe er in einem VW T3 mit portugiesischem Kennzeichen gewohnt. Er könne eins der Fahrzeuge zur Begehung der Tat genutzt haben. Laut der Metropolitan Police hatte B. den VW-Bus mindestens von April bis Juni 2007, den Jaguar 2006 und 2007 in und um Praia da Luz genutzt. Das BKA rief am 3. Juni 2020 in der ZDF-Sendung Aktenzeichen XY… ungelöst mögliche Zeugen von Tatumständen auf, sich zu melden. Scotland Yard stufte B. nun ebenfalls als Hauptverdächtigen im Fall Madeleine ein, betonte aber, bisher gebe es keine Beweise für ihren Tod.
Die deutschen Ermittler vermuten, B. habe einen Einbruchsdiebstahl im Appartement der McCanns beabsichtigt, dort das Kind entdeckt, spontan entführt und später getötet. Sie verdächtigten einen früheren Mitarbeiter des Ocean Club als B.s Tathelfer, eventuell auch als den gesuchten Anrufer vom Abend davor. Nach Bekanntgabe des Mordverdachts erhielten die Ermittler hunderte neue Hinweise. Sie prüften auch Verbindungen zu weiteren Vermisstenfällen und ungeklärten Verbrechen an Kindern in Regionen, wo B. sich aufgehalten hatte, so auch zum Fall Inga G. vom Mai 2015. Im April 2024 untersuchten sie einen weißen Mercedestransporter, den B. 2007 in Portugal gefahren und später gekauft haben soll, auf DNA-Spuren. Ein solcher Fahrzeugtyp war im Mai 2015 auch in Wilhelmshof gesehen worden.
Nach Medienberichten hatte B. 2007 nur etwa 3,2 km vom Appartement der McCanns entfernt gewohnt. In den Monaten nach Madeleines Verschwinden soll er mit seinem VW-Bus oft eine Urlaubsvilla für Teenager in Foral (etwa 64 km von Praia da Luz entfernt) besucht haben. Eine Zeugin hatte Portugals Polizei am 28. Mai 2007 gemeldet, sie habe Madeleine im spanischen Ort Alcossebre (~960 km von Praia da Luz entfernt) mit einem Fremden in einen VW-Bus einsteigen gesehen.
Folgende Indizien für den Mordverdacht wurden bekannt:
- B. hatte sich im Mai 2007 in oder um Praia da Luz aufgehalten. Er war 2013 auf einem der damals gezeigten Phantombilder erkannt worden.[96]
- B.s Mobiltelefon war am 3. Mai 2007 nahe beim Appartement der McCanns in das Funknetz eingeloggt.[97]
- Nach Zeugenaussagen war B. im Ocean Club in Praia da Luz ein- und ausgegangen.[97] Er soll dessen Swimmingpool im Rahmen seines Poolservices öfter gereinigt und darum Ortskenntnis von der Ferienanlage gehabt haben.[98]
- In einem Chat vom September 2013 hatte B. unter dem Pseudonym „Wahnsinn-der-holger“ geschrieben: „Etwas Kleines einfangen und tagelang benutzen, das wär’s.“[99] Auf den Gefahrenhinweis seines Chatpartners hatte er geantwortet: „Och, wenn die Beweise hinterher vernichtet werden.“ Man werde das Kind nicht wiederfinden.[100] Zudem fand sich im Chatverlauf das Kürzel „mm“, vielleicht ein verschlüsselter Hinweis auf Madeleine McCann.[99]
- Laut B.s früherer Mitarbeiterin Lenta Johlitz reagierte B. 2014 auf ein Gespräch von Freunden über den Fall Madeleine mit dem Ausruf: „Das Kind ist jetzt tot und jetzt ist das gut so!“ Man könne eine Leiche schnell verschwinden lassen.[101]
- Laut B.s früherer Freundin schwieg B. Anfang 2014 auf Fragen seiner Freunde zu Madeleine McCann und habe danach zu ihr gesagt: Er kenne Maddie, sei im Mai 2007 nahe ihrem Hotel gewesen und habe in der Gegend damals gelebt. Mehr werde er dazu nicht sagen, denn er sei Geschäftsmann und nicht dumm.[77]
- Laut einem früheren Freund B.s sagte ihm dieser am 3. Mai 2017 in einer Bar in Portugal, er wisse genau, was mit Madeleine passiert sei.[102]
- Helge B., der 2007 mit Christian B. Einbrüche in Portugal begangen hatte, bezeugte 2017 (nach späteren Eigenangaben erstmals schon 2008) gegenüber Scotland Yard: B. habe ihm 2008 auf einem Festival in Portugal angetrunken im Gespräch über Madeleine McCann gesagt: „Sie hat ja nicht geschrien.“ Dies habe er als Wissen über ihren Tod und Eingeständnis seiner Beteiligung daran verstanden. B. habe das gemerkt und sei noch in derselben Nacht vom Festival abgereist.[103] Ein Schreiben einer Kfz-Versicherung belegte, dass B. 2008 auf jenem Festival gewesen war.[81]

Am 9. Juni 2020 erklärte der Braunschweiger Staatsanwalt Hans Christian Wolters im britischen Sender Sky News, man habe Beweise, dass Madeleine tot sei, aber nicht genug, um Christian B. als Täter anzuklagen. Er bat britische Portugalbesucher um Informationen zu B.s Kontaktpersonen und B.s Aufenthalts-, Wohn- und Arbeitsorten zwischen 1995 und 2007 in Portugal, um dort gezielt nach Madeleines Leichnam zu suchen. Ferner bat er mögliche weitere Missbrauchsopfer von B., sich zu melden.
Im Juli 2020 suchten portugiesische Ermittler in tiefen, stillgelegten Brunnen von Vila do Bispo (15 km von Praia de Luz entfernt) erfolglos Madeleines Leichnam. Ende Juli 2020 durchsuchten deutsche Ermittler eine Kleingartenparzelle B.s in Seelze-Letter nach Speichermedien. Dabei fanden sie einen alten Keller. Ihre Funde dort gaben sie nicht bekannt.
Im September 2020 bekräftigte Wolters im Rádio e Televisão de Portugal (RTP), er habe für Madeleines Tod handfeste Sachbeweise. Ab 21. April 2022 beschuldigte auch Portugals Staatsanwaltschaft B. des Mordes an Madeleine McCann, um eine Verjährung des Falls abzuwenden. Am 3. Mai 2022 sagte Wolters im portugiesischen Fernsehen: „Wir sind sicher, dass er der Mörder von Madeleine McCann ist.“ Man habe „einige neue Fakten gefunden, einige neue Beweise“. B. habe für die Tatzeit kein Alibi. Doch Medienberichte über angeblich in B.s VW-Bus gefundene Faserspuren von Madeleines Kleidung seien frei erfunden.
Zu den Funden von 2016 in Neuwegersleben gehörte ein Foto, das B. nackt an der rund 50 km von Praia da Luz entfernten Talsperre Arade zeigte. Vom 30. Mai bis 1. Juni 2023 durchsuchten die Ermittler dort ein festgelegtes Gebiet nach möglichen Beweisen zum Fall Madeleine. Auslöser der Suchaktion waren Fotografien eines (später zerstörten) Schreins am Stauseeufer mit einer Fotografie Madeleines und Blumen. Portugals Polizei hatte die Fotografien im Dezember 2007 erhalten, war ihnen aber damals nicht nachgegangen. Laut Medienberichten hatte B. sich öfter am Aradestausee aufgehalten und diesen Ort sein „kleines Paradies“ genannt. Er soll einige Tage nach Madeleines Verschwinden mit seinem Wohnmobil dorthin gefahren sein.
Im Februar 2024 erklärte ein Brite dem australischen Sender Sky News, B. habe eine Woche vor Madeleines Verschwinden mit einem gemeinsamen Freund geplant, ein Kind einer reichen Familie in Praia da Luz zu entführen. Die Staatsanwaltschaft Braunschweig wollte den Angaben nachgehen.
Bis Juni 2024 fanden die Ermittler mindestens vier E-Mail-Konten, die B. im Mai 2007 verwendet haben soll. Eins davon soll er 2013 kurz nach seiner Vorladung zum Fall Madeleine McCann gelöscht haben. Im September 2024 erinnerte Staatsanwalt Wolters in der BBC an die 2020 im Darknet entdeckten Chats, die B. belasten. Sie könnten „Teil des großen Puzzles sein“, das zur Aufklärung des Falls beitrage. Die bisherigen Funde reichten jedoch nicht für einen neuen Haftbefehl und eine Mordanklage gegen B. aus. Madeleines Leiche sei bis 2022 weitgehend verwest, so dass man sie am Aradestausee nicht gefunden habe.
Im Juni 2025 durchsuchten portugiesische und deutsche Ermittler vier Tage lang ein Gebiet und ein Haus bei Lagos, wo B. Anfang der 2000er Jahre gewohnt hatte. Anlass der Suche war offenbar die Aussage eines Mithäftlings von 2024, B. habe ihm von der Entführung eines Mädchens erzählt. An der Suche waren Taucher, Feuerwehr und Spürhunde beteiligt. Die Suche erfolgte mit Bodenradargeräten und umfasste Brunnen, Gräben, eine Gebäuderuine und verlassene Hütten in dem bewaldeten Gelände nahe der Ferienanlage von Praia da Luz. Insgesamt sollten 21 Privatgrundstücke durchsucht werden. Details gaben die Behörden nicht bekannt.

### Strafprozesse zu anderen Fällen
2017 wurde B. wegen sexuellen Missbrauchs von vier Kindern in São Bartolomeu de Messines festgenommen und wegen des Haftbefehls von 2013 nach Deutschland ausgeliefert. Im März 2017 wurde er wegen des Missbrauchs von 2013 zu 15 Monaten Haft verurteilt. Im Juni 2018 kam er zeitweise frei, verließ Deutschland und wurde in Italien erneut festgenommen. Ab Oktober 2018 saß er wegen eines Drogendelikts in der Justizvollzugsanstalt Kiel in Haft. 2019 verurteilte das Landgericht Braunschweig ihn wegen der Vergewaltigung einer damals 72-jährigen US-Amerikanerin im Jahr 2005 zu sieben Jahren Haft. Zwei Bekannte (Helge B. und Manfred S.) hatten bezeugt, sie hätten die Tat und den Täter auf einer Videokassette in B.s damaligem Haus in Portugal gesehen. Im Zimmer der vergewaltigten Frau war ein Körperhaar B.s gefunden worden. B.s Revisionsantrag lehnte der Bundesgerichtshof im November 2020 ab.
Im Oktober 2022 klagte die Staatsanwaltschaft Braunschweig Christian B. wegen fünf schweren Sexualstraftaten an, die er zwischen 2000 und 2017 in Portugal und Spanien begangen haben soll. Bis dahin hatte B. seine siebenjährige Haftstrafe für seine Vergewaltigung von 2005 angetreten.
Im Februar 2024 begann der Strafprozess gegen B. am Landgericht Braunschweig. Im März spürte die Polizei seinen früheren Bekannten Ralph H. auf. Er verweigerte eine Zeugenaussage, gab aber in einem Interview an, er kenne B. seit 2013, habe ihm öfter bei Diebstahltouren geholfen und ihn nach dem Fund von Kinderpornografie auf dessen Kamera zum Fall Madeleine befragt. B. habe das Thema vermeiden wollen und den Kontakt zu ihm abgebrochen.
Am 3. April 2024 bekräftigte der Hauptbelastungszeuge Helge B. vor Gericht: Er habe Christian B. 2006 kennengelernt, sei in dessen damalige Wohnung in Portugal eingestiegen und habe dort rund 20 Videokassetten gefunden. Darauf habe ein maskierter Mann in schwarzer Kleidung eine ältere Frau und ein junges Mädchen sexuell missbraucht. Als der Mann seine Maske abgenommen habe, habe er Christian B. als den Täter erkannt. Die Videos habe er damals verkauft und wisse nicht, wo sie geblieben seien. 2017 habe B. ihm bei einem Musikfestival angetrunken erzählt, Madeleine McCann habe „nicht mal geschrien“. In derselben Nacht habe B. das laufende Festival fluchtartig verlassen.
Die Videokassetten wurden nicht gefunden. Eine Anzeige der Verteidiger B.s gegen den Zeugen wegen uneidlicher Falschaussage  hatte Braunschweigs Staatsanwaltschaft zurückgewiesen. Im Januar 2024 hatte das Landgericht seine Aussage zugelassen.
Die damals 20-jährige Irin Hazel Behan war im Juni 2004 in ihrer Wohnung in Praia da Rocha (Algarve) überfallen und mehrfach vergewaltigt worden. 2020 hatte sie die Polizei Braunschweig gebeten, B.s mögliche Täterschaft zu prüfen. Im Mai 2024 bezeugte sie den Tatverlauf vor Gericht und identifizierte B. als Täter: Sie habe ihn im Juni 2020 auf einer Fotografie an seinen stechend blauen Augen wiedererkannt. Im Mai 2024 bezeugte eine Deutsche, Christian B. habe ihr im Jahr 2007, als sie zehn Jahre alt war, am Algarvestrand bei Salema aufgelauert, sie gepackt und sexuell missbraucht. Sie habe ihn in der Sendung Aktenzeichen XY… ungelöst vom Mai 2020 und auf verschiedenen Fotografien sicher wiedererkannt.
Im Juni 2024 bezeugte der leitende Ermittler Titus Stampa, einige E-Mails B.s verknüpften ihn direkt mit Madeleines „Ermordung“. Auch ein gefundenes „externes Laufwerk“ gehöre zum Mordfall; Details dazu dürfe er vorläufig nicht preisgeben. Über ein zweites E-Mail-Konto habe B. Medien mit Kindesmissbrauch an andere Täter weitergegeben und Gewaltfantasien geschildert, etwa ein fünfjähriges Mädchen und ihre Mutter zu entführen und sexuell zu missbrauchen. Ab Januar 2007 habe er alle E-Mails aus dem Posteingang dieses Kontos gelöscht.
Im Juli 2024 hob das Landgericht B.s Haftbefehl auf, weil kein dringender Tatverdacht bezüglich der fünf angeklagten Fälle bestehe. B. blieb jedoch wegen früherer Urteile in Haft.
Der Rumäne Laurentiu C. war 2019 mit B. in der Justizvollzugsanstalt Braunschweig inhaftiert gewesen. 2020 hatte er der Polizei berichtet, B. habe im Gefängnis mit mehreren Vergewaltigungen geprahlt. Im September 2024 bezeugte C. vor Gericht, B. habe ihm in der Haft regelmäßig von seinen Taten erzählt, etwa, dass er einen Bus zur Entführung und zum Missbrauch von Kindern genutzt habe. Er habe aber nie gesagt, die Opfer getötet zu haben. Er habe von einem Einbruch an einem Ort in Portugal erzählt, wo reiche Menschen wohnten: Er sei durch ein Fenster eingestiegen, habe aber kein Geld gefunden, sondern ein Kind mitgenommen. Die Polizei habe mit Spürhunden nach ihm gesucht, doch er sei rechtzeitig entkommen. Später habe B. ihn gefragt, ob Hunde Knochen aufspüren könnten. Er habe auch gefragt, ob ein Haar jemanden überführen könne und ob C. ein Haus anzünden könnte. Zudem hätten sie sich über gefälschte Pässe unterhalten. C. machte seine Aussage mit Hilfe eines Dolmetschers, war sich seiner Erinnerung unsicher, nannte Details erst auf Nachfragen und betonte, er könne nicht beurteilen, ob B.s Angaben stimmten. C.s Glaubwürdigkeit sollte überprüft werden.
Ein psychiatrischer Gerichtsgutachter ordnete B. in „die absolute Topliga der Gefährlichkeit“ ein. Nach etablierten Analyseverfahren hätten fast alle vergleichbaren Sexualstraftäter günstigere Prognosen als er.
Am 8. Oktober 2024 sprach das Gericht B. jedoch aus Mangel an eindeutigen Beweisen von den fünf angeklagten Vergehen frei. Das Urteil ist nicht rechtskräftig. Die Staatsanwaltschaft hatte im Fall eines Freispruchs eine Revision angekündigt.
Im Juni 2025 zahlte eine ehemalige BKA-Mitarbeiterin B.s ausstehende Geldstrafe, die er 2015 wegen einer Autofahrt unter Alkohol und mit gefälschten Kennzeichen sowie für eine Körperverletzung seiner damaligen Freundin erhalten hatte. Damit ersparte sie ihm eine Ersatzhaft, so dass sein Entlassungstermin vom 6. Januar 2026 auf den 17. September 2025 vorrückte. Anfang Juli 2025 forderte die Spenderin das Geld zunächst zurück, da sie irrtümlich davon ausgegangen war, die Geldstrafe sei für eine Beleidigung eines Justizbeamten verhängt worden. Bis 24. Juli 2025 änderte sie erneut ihre Meinung und ließ die Spende bestehen. Somit wird B.s Haftentlassung am 17. September 2025 erwartet.